# Bullerup
Bullerup is oorspronkelijk een plaats in de Deense regio Zuid-Denemarken, gemeente Odense. De plaats telt ca. 200 inwoners (2008). Het dorp wordt sinds 2007 gezien als wijk van de stad Odense.

## Station

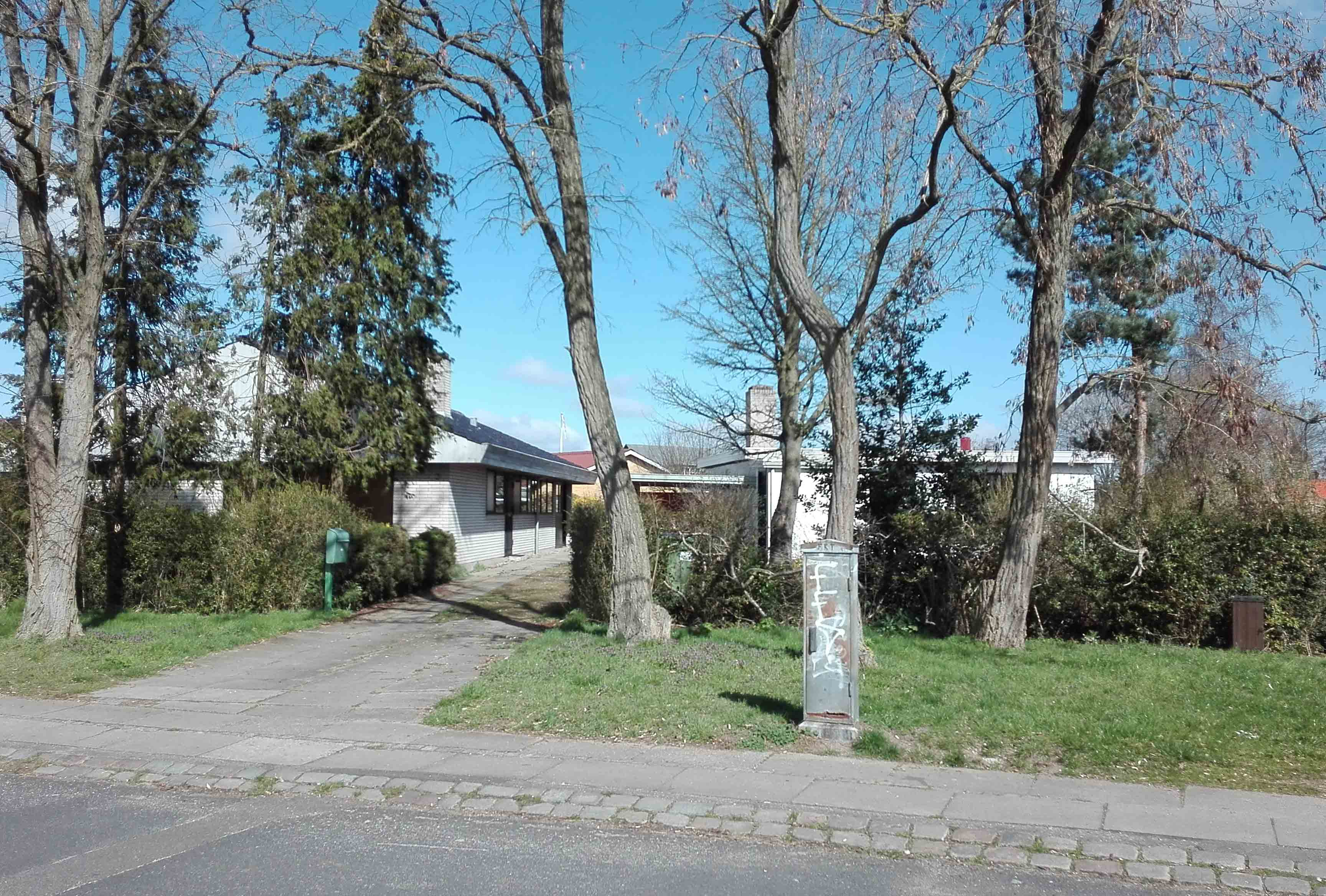
Voormalig station

Het dorp ligt aan de voormalige spoorlijn Odense - Martofte. Bullerup kreeg eerst een stopplaats die later werd opgewaardeerd tot halte. Het gebouw is nog steeds aanwezig.